# Ugarit
Ugarit (heute Ra’s Schamra / رأس شمرة / Raʾs Šamra)
war eine seit etwa 2400 v. Chr. keilschriftlich bezeugte Stadt im Nordwesten des heutigen Syrien und während der Bronzezeit ein wichtiges Handels- und Kulturzentrum. Spätestens ab dem 14. Jahrhundert v. Chr. war Ugarit Hauptstadt eines gleichnamigen Königreichs in Nordsyrien, das nördlich an Amurru angrenzte. 1928 wurde es bei dem modernen Ort Ras Schamra nahe der Küste, etwa 11 km nördlich von Latakia, zufällig wiederentdeckt. 1929 begannen französische Archäologen unter der Leitung von Claude Schaeffer (1898–1982) mit systematischen Ausgrabungen, bei denen historisch bedeutsame Funde zu Tage kamen.
Zum Königreich Ugarit, das ab der Amarna-Zeit gut bezeugt ist, gehörten mindestens vier Häfen an der etwa 50 km langen Küstenlinie, darunter der Hafen Minet el-Beida zwei Kilometer westlich der Hauptstadt und die Nebenresidenz Ras Ibn Hani fünf Kilometer südwestlich. Im Landesinneren gab es dicht bewaldete Berge und fruchtbare Ebenen. Einige wichtige Handelswege führten durch das Territorium Ugarits.

## Historische Entwicklung

### Frühe Geschichte
Die ältesten Siedlungsspuren datieren ins 7. Jahrtausend v. Chr. und stammen aus der frühen Jungsteinzeit. Ab dem frühen 3. Jahrtausend v. Chr. (Frühe Bronzezeit in der Levante) nahm Ugarit zunehmend urbane Züge an und gewann immer mehr an Bedeutung. Um 2200 v. Chr. wurde die Siedlung aus ungeklärten Gründen verlassen. Nach einer – nach heutigem Stand – etwa hundertjährigen Besiedlungslücke wurde der Ort in der frühen mittleren Bronzezeit durch semitische Nomaden, die in jener Region sesshaft wurden, neu bevölkert. Die Siedlung erstreckte sich bald darauf über den gesamten Hügel. Ugarit wurde damals befestigt und pflegte spätestens ab dem 18. Jahrhundert v. Chr. diplomatische Kontakte zu Mesopotamien. Schriftquellen bezeugen einen Besuch von Zimri-Lim von Mari. Kontakte mit Ägypten sind durch diverse Funde ebenfalls belegt. Das Schicksal Ugarits liegt ab der späten Phase der mittleren Bronzezeit für längere Zeit im Dunkeln. Ab Mitte des 14. Jahrhunderts v. Chr. ist sicher bezeugt, dass sich Ugarit zu einem der wichtigsten Handelszentren im syrisch-kanaanischen Raum entwickelt hatte, das Produkte (zum Beispiel Holz, aber auch u. a. Wein, Öle sowie kunstvoll bearbeitete Bronze und Gold) liefern konnte, die in anderen Regionen begehrt waren.

### Blüte Ugarits in der Spätbronzezeit

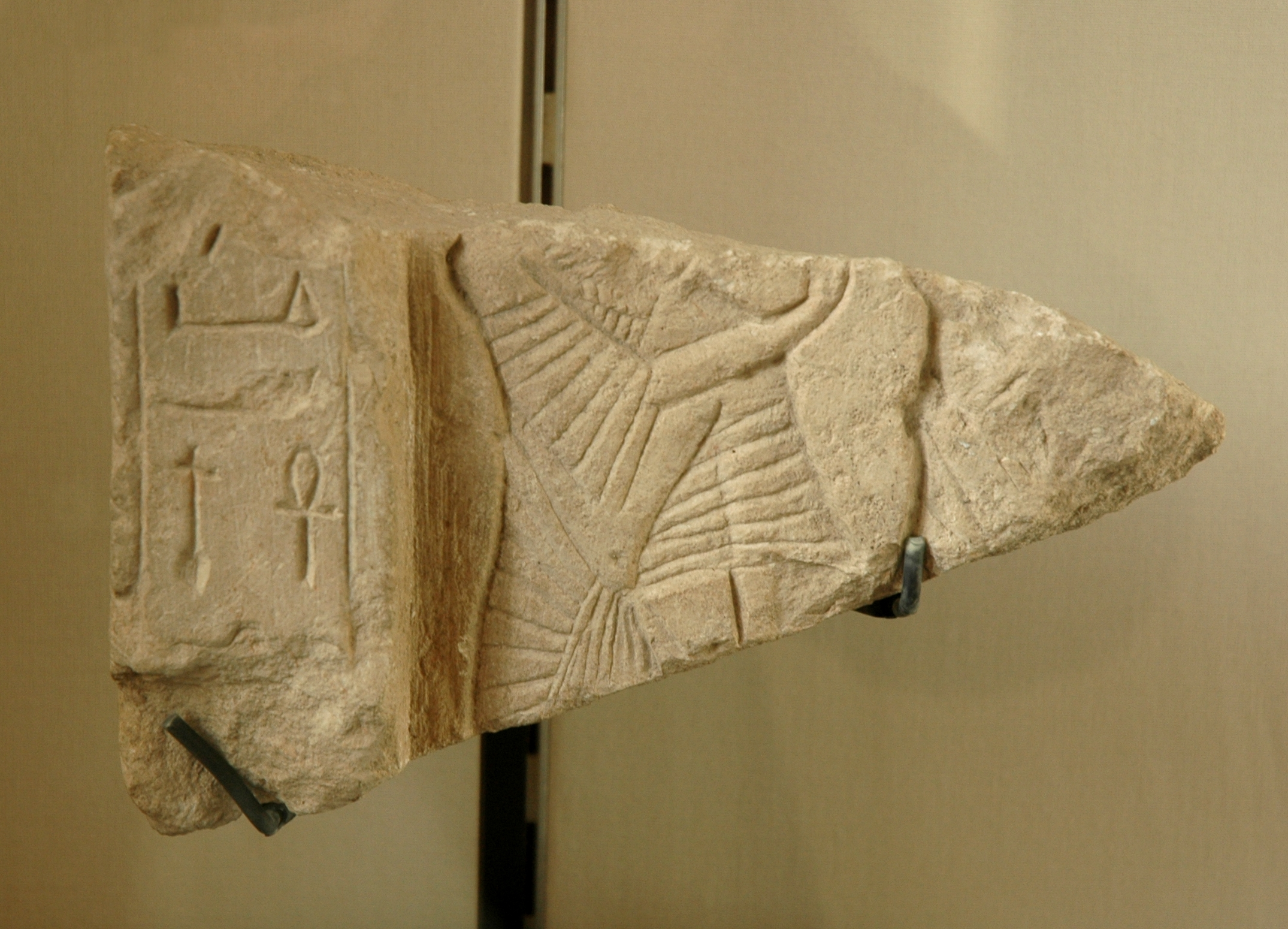
Ägyptische Stele aus dem 13./12. Jahrhundert v. Chr., gefunden in Ugarit

Die wirtschaftliche Blüte lag in der zweiten Hälfte der Späten Bronzezeit Syriens, zwischen etwa 1350 v. Chr. und ca. 1190 v. Chr. Anhand der besiedelten Fläche, der durchschnittlichen Wohnungsgröße und ethnographischer Daten berechnete W. Randall Garr für das 13. Jahrhundert eine mittlere Bevölkerungszahl von 7.635 innerhalb der Stadt Ugarit. Vorigen Schätzungen zufolge betrug die Zahl der Stadtbewohner 6.000 bis 8.000, bei einer Gesamtbevölkerungszahl von 35.000 oder 25.000 nur für die ländliche Bevölkerung. Die Zahlen von Garr und anderen sind unsicher, weil sich die alten Stadtgrenzen nicht genau bestimmen lassen, Funde kleinerer Siedlungen nicht vorliegen und die Bevölkerungszahl im genannten Zeitraum nicht konstant war.
Schiffe aus Ägypten, Griechenland und Kleinasien steuerten die Stadt an. Sie war ein wichtiger Umschlagplatz für Waren aus dem vorderen und mittleren Orient. Möglicherweise gab es Stadtviertel, in denen sich ausländische Händler dauerhaft niederließen; zumindest ein mykenisches Viertel wird von vielen Forschern angenommen. Vom Reichtum Ugarits zeugen die Überreste mehrerer großer Paläste, von denen der größte dem König gehörte. Im Südpalast residierte der Händler und Hofbeamte Yabninu.
Trotz seines Reichtums war Ugarit militärisch schwach und musste sich deshalb mit den Großmächten jener Zeit – den Ägyptern und den Hethitern – arrangieren. Ägypten hatte allerdings im Laufe der Zeit immer weniger Macht über die syrischen Staaten Ugarit und Ammurru, die Vasallen der Hethiter wurden.
Als gegen Ende des 14. Jahrhunderts v. Chr. die Hethiter unter Šuppiluliuma I. Nordsyrien eroberten, musste Ugarit jährliche Tributzahlungen leisten. Die ugaritischen Fürsten erkannten politisch und militärisch die Autorität der hethitischen Herrscher an, konnten sich wirtschaftlich und kulturell aber eine recht weitgehende Unabhängigkeit bewahren. Zum Ende des Hethitischen Reiches mussten sie es – kurz vor der eigenen Zerstörung – militärisch unterstützen.

### Zerstörung Ugarits

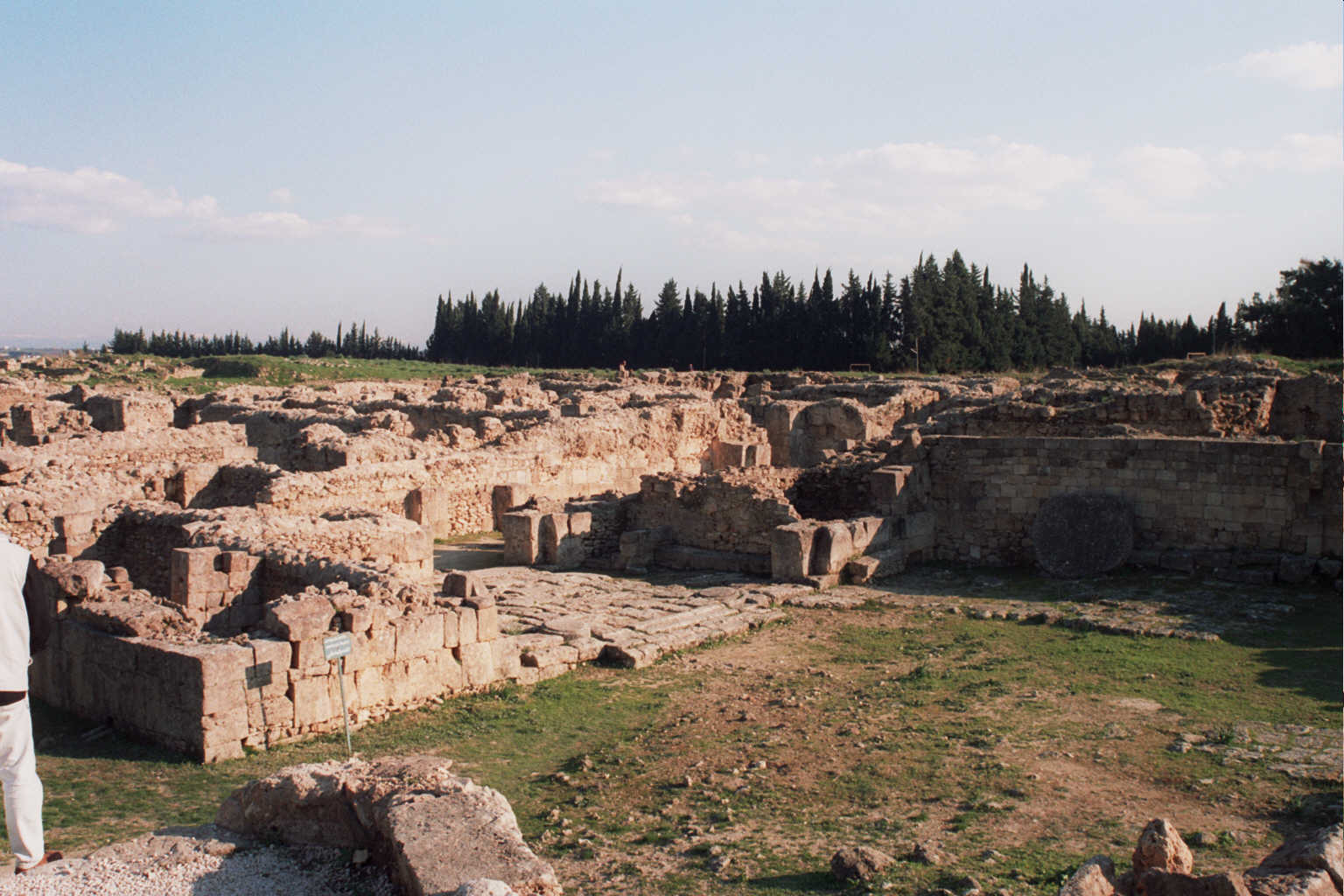
Blick auf die Palastruinen, Aufnahme aus dem Jahre 2005

Wahrscheinlich zwischen 1194 und 1185 v. Chr. erfolgten Angriffe auf Ugarit und die Zerstörung der Stadt, vermutlich durch Seevölker. Einen Terminus post quem für die Zerstörung bildet eine in Ugarit gefundene Korrespondenz (RS 86.2230) mit dem Schatzmeister Bay von Ägypten, der dieses Amt ab 1194/93 v. Chr. innehatte. Ein Brief an den König von Alašija (Zypern) beschreibt einen Angriff auf ugaritische Gebiete von See aus durch sieben Schiffe, bei denen u. a. mehrere Städte geplündert wurden. Ammurapi, dem letzten Herrscher Ugarits, waren die Hände gebunden, denn die ugaritische Flotte wurde vom hethitischen Großkönig vor der Südküste Kleinasiens eingesetzt und Gardetruppen Ammurapis waren ins hethitische Kernland beordert worden. Ein Hilfegesuch an den hethitischen Vizekönig in Karkemiš wurde abgeschlagen. Ugarit war folglich den Feinden fast schutzlos ausgeliefert, sofern die Texte kurz vor das Ende Ugarits datieren. Das Ende kam sehr plötzlich, wie die letzten Korrespondenzen Ugarits zeigen, die noch von Korrespondenzen mit anderen Herrschern und offenbar zumindest zum Teil noch intakten Handelswegen zeugen. Ugarit wurde von den Angreifern schwer zerstört und geplündert. Die Ausgräber fanden eine bis zu zwei Meter dicke Brandschicht, in der in der Stadt viele Pfeilspitzen entdeckt wurden, die von Kämpfen zeugen. Ein Zeugnis von der Verheerung bietet ein privater Brief, der offenbar kurz nach den Ereignissen verfasst wurde (RS 19.011):
„Als dein Bote eintraf, war die Armee gedemütigt und die Stadt geplündert. Unsere Nahrung in den Tennen war verbrannt und die Weinberge zerstört. Unsere Stadt ist geplündert. Wisse dies! Wisse dies!“
Von einer eventuellen kurzen, bescheidenen Nachbesiedlung kurz nach der Zerstörung abgesehen wurde Ugarit nicht mehr wieder aufgebaut und blieb jahrhundertelang verlassen. Erst vom 6. bis 4. Jahrhundert v. Chr. bestand wieder eine spärliche Dorfsiedlung in der Nähe. Eine kurze Besiedlung gab es auch in römischer Zeit.

## Staat und Verwaltung

### Palast

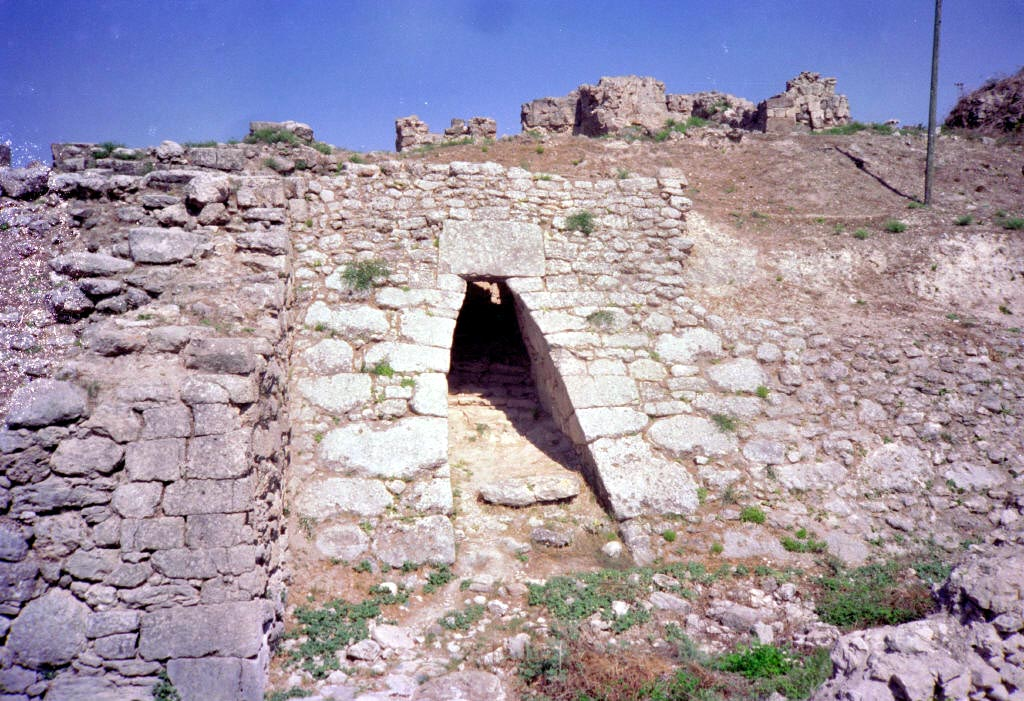
Eingang zum Palast von Ugarit

Das bislang größte, ausgegrabene Gebäude der Stadt war der Palast des Königs. Er lag im Westen der eine Fläche von mehr als 25 Hektar einnehmenden Stadt, bedeckte eine Fläche von ca. 10.000 Quadratmetern und bestand aus rund 100 Räumen. Das Untergeschoss war in Stein errichtet und steht heute teilweise noch 4 m hoch an. Die Mauern in den Obergeschossen waren wohl aus Lehm. Der Palast ist in mehreren Phasen errichtet worden. Der Kernbau war gerade einmal 30 × 15 Meter groß mit einem kleinen Innenhof. Später wurde an die Ostseite ein weiterer Trakt angebaut. Hier entstanden ein weiterer Hof und eine Säulenhalle. Weitere Anbauten folgten im Osten und vor allem im Süden, wobei es sich jedes Mal um Raumgruppen handelte, die sich um einen Hof gruppierten. Die Funde in den einzelnen Teilen des Gebäudes waren ausgesprochen reich. In verschiedenen Teilen kamen Tontafelarchive zu Tage. Im Osttrakt fanden sich in einem Raum Fragmente von Möbeln, die schon lange vergangen, deren Elfenbeinauflagen aber noch erhalten waren.
Der Palast wurde schon im Altertum bewundert und Rib-Addi, König von Byblos, rühmt ihn in einem seiner Briefe an den ägyptischen Pharao Echnaton.

### Verwaltung
Rb bezeichnete den Vorsteher einer Gruppe königlicher Bediensteter. So gab es einen rb mkrm, Vorsteher der Kaufleute, rb nqdm, Vorsteher der Opferschafhirten, rab šangū, Vorsteher der Priester, und die Vorsteher verschiedener Dörfer sowie den Vorsteher von Ugarit (rb qrt – wohl eine Art Bürgermeister). Verschiedene militärische Grade wurden durch rb ʿlf (Vorsteher der Tausend) bis Vorsteher der Zehn bezeichnet.

## Schriftkultur
Siehe Hauptartikel: Ugaritische Schrift und Ugaritische Religion

### Alphabetische Schrift
Ab dem 14. Jahrhundert v. Chr. wurde neben der babylonischen Keilschrift für Texte in ugaritischer Sprache auch eine alphabetische Keilschrift verwendet. Die etwa 1500 Tontafeln aus Ugarit bilden den bisher ältesten Nachweis dieses Alphabets. In Europa wurde das Alphabet – allerdings abgeleitet aus dem phönizischen Alphabet – erst wesentlich später bekannt. Die Entzifferung geht unter anderem auf Hans Bauer zurück, der seine Ergebnisse erstmals auf dem Orientalistenkongress in Leiden im Jahre 1932 vorstellte. Bedeutenden Anteil an der Entzifferung hatten jedoch auch Charles Virolleaud und Édouard Dhorme, die sich ebenfalls ab 1929 mit der ugaritischen Schrift befassten und bereits früh Zwischenergebnisse veröffentlichten.

### Textzeugnisse

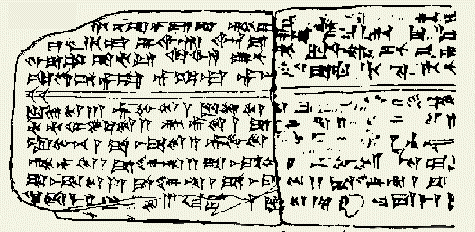
Schrifttafel mit einer hurritischen Hymne um 1400 v. Chr., aus dem Königlichen Palast von Ugarit

Von großer Bedeutung sind die Archive von Ugarit mit Keilschrift-Texten in der einheimischen nordwestsemitischen Sprache, die als „Ugaritisch“ bezeichnet wird, sowie in akkadischer Sprache, die im 2. Jahrtausend v. Chr. als überregionale Verkehrs- und Diplomatensprache diente. Die Masse der Texte waren wirtschaftlicher Natur, aber zwischenstaatliche Verträge und Staatskorrespondenzen liefern wichtige Informationen zu den politischen Verhältnissen jener Zeit. Die Tafeln beleuchten auch die religiösen Vorstellungen dieses Volkes in Sagen und Epen, Mythen, Gebeten, Götter- und Opferlisten der zeremoniellen Texte und Vorschriften.
Es gab Befragungen der Götter durch Leber-Orakel. Mehrere Tonmodelle von Schafslebern mit Hinweisen, wie sie zu deuten sind, wurden gefunden. Ausführlich sind Opferzeremonien für verschiedene Götter beschrieben. Sehr genau werden Bestattungszeremonien beschrieben, bei denen auch die Vorfahren beschworen wurden. Beschwörungstexte gibt es auch gegen schädliche Naturkräfte, Krankheit, Unfruchtbarkeit, Dämonen, die Folgen von Trunkenheit und Schlangengifte.
Außerdem wurden Tontafeln mit hurritischen Hymnen gefunden, die die ältesten Musiknotationen der Welt darstellen. Diese Einblicke in die Ugaritische Religion sind auch für die Interpretation der Religion von Kanaan und Israel bedeutsam.

### Die ugaritische Geschichte von Adam und Eva als der Mutter allen Lebens
Niederländische Wissenschaftler übersetzten 2014 eine Version der Geschichte von Adam und Eva aus dem 13. Jahrhundert vor Christus, die von der Sündenfall-Geschichte im Alten Testament erheblich abweicht. Da rebellierte der dunkle Gott Ḥorrānu, Horon, gegen den Schöpfergott El. Zur Strafe wird er vom Götterberg verstoßen. In Gestalt einer Schlange umwickelt er den Baum des Lebens im Weingarten der Götter (auf der Erde) und verwandelt ihn damit in einen Baum des Todes. Die Götter beschließen, den Gott Adammu, Adam, hinabzusenden, um die Welt zu retten. Adam wird von Horon gebissen, das Gift kostet ihn seine Unsterblichkeit. Er ruft die Sonnengöttin Šapšu an; die verspricht dem sterblich gewordenen Adam eine Frau, Kubaba. Die wird zur Mutter allen Lebens, also „ḥawwāh“, im Hebräischen Eva. Ein Hochzeitsritual schließt die Geschichte ab, die Sexualität sichert die Fortexistenz des Lebens. Die Fortpflanzung bedeutet eine neue Form der Unsterblichkeit. Wörtlich in der Keilschrift (KTU 1.107/100) von Ugarit: „Durch das Leben werden die Töchter der Menschheit den Tod besiegen […] Der Tod wird durch die Zeugung besiegt.“ Der biblische Schöpfungsbericht vom „Sündenfall“ weist viele Ähnlichkeiten zu diesem Jahrhunderte älteren lyrischen kanaanitischen Text auf; der große Unterschied liegt in der Bewertung der Frau. In der kanaanitischen Tradition wird sie als Schöpferin des Lebens gefeiert.

## Königslisten
Eine in ugaritischer Schrift aufgezeichnete Liste der Könige von Ugarit (auf der Rückseite der Tontafel KTU 1.113), die bereits Anfang der 1960er Jahre entdeckt wurde, beginnt mit dem letzten verstorbenen König Niqmaddu III. und reicht bis Yakaru zurück. Arḫalba, der nur kurz regierte, wird allerdings ausgelassen. Der letzte König Ammurapi ließ die Liste anfertigen. Wegen vorhandener Lücken sind die genauen Regierungszeiten überwiegend ungewiss; zudem fehlen 10 Könige, weshalb die Nummerierung der Königsnamen nicht gesichert ist. Vier weitere Königslisten (RS.94.2518, RS 88.2012, RS 94.2528 und RS94.2501) aus der Mitte des 13. Jahrhunderts, die 1999 veröffentlicht wurden, reichen wesentlich weiter zurück. Jedoch ist nicht gesichert, welche der dort aufgeführten Personen tatsächlich Könige von Ugarit waren.

### Abfolge der letzten Herrscher gemäß KTU 1.113
Aufgelistet sind die letzten acht, sämtlich durch Schriftquellen sicher bezeugten Herrscher und ihre ungefähren Regierungszeiten:
1. Ammistamru I. (bis 1349)
2. Niqmaddu II. (1349–1315)
3. Arḫalba (II.) (1315–1313, fehlt in der Königsliste)
4. Niqmepa (VI.) (1313 v. Chr. (9. Regierungsjahr Muršili II.) – mindestens 1265 v. Chr. (Anfangszeit von Ḫattušili III.))
5. Ammistamru II. (III.) (frühestens ab 1265–1235)
6. Ibiranu (VI.) (1235–1225)
7. Niqmaddu III. (1225–1215)
8. Ammurapi (1215– ca. 1194/88)

### Namen früherer Herrscher aus den anderen Königslisten, deren Historizität aber nicht gesichert ist
1. Ugaranu
2. Amqunu
3. Rap’anu
4. Lim-il-Malik
5. Ammu-harrasi
6. Ammu-samar
7. Mabu’u

## Galerie

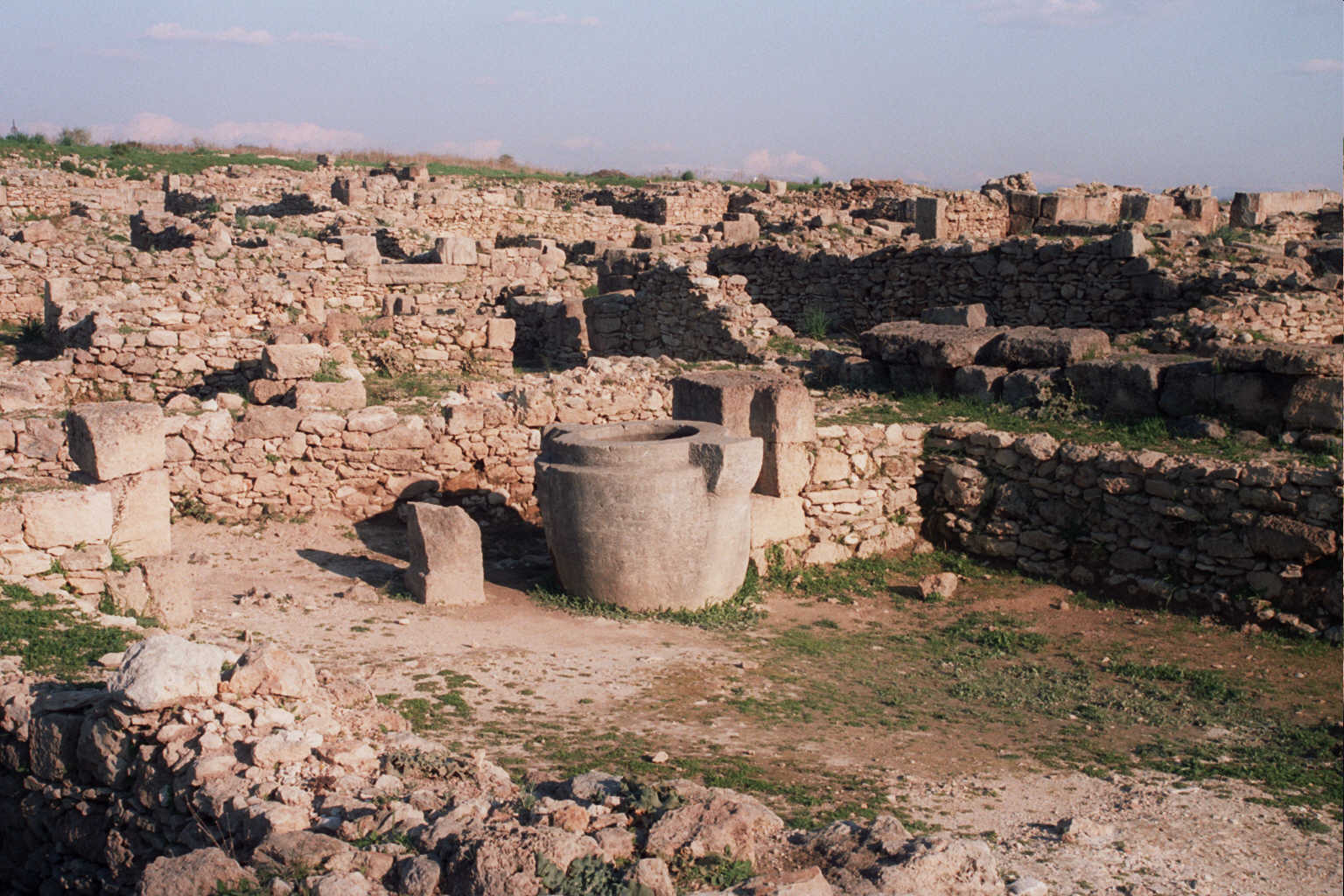
Halle mit Steingefäß
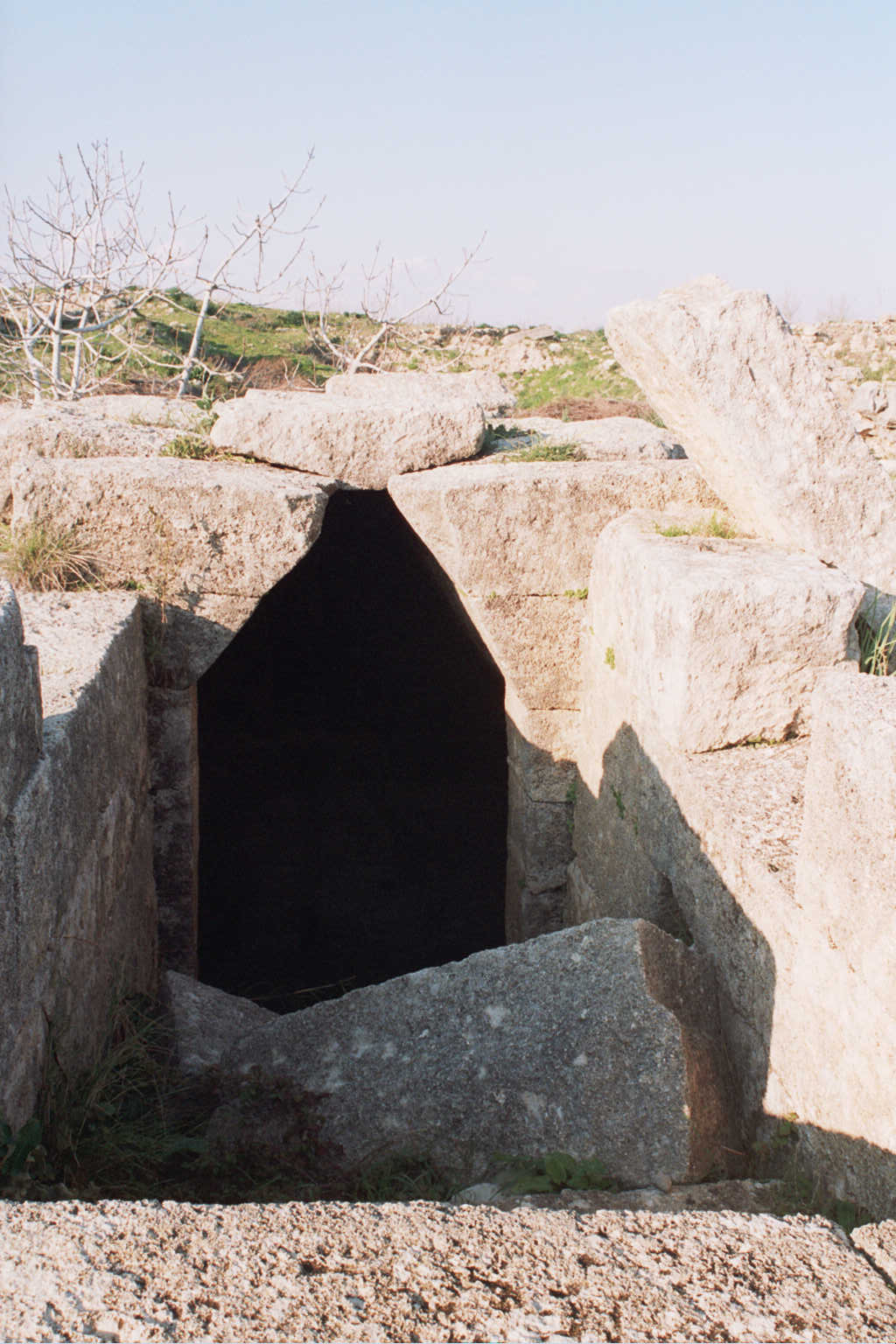
Grab
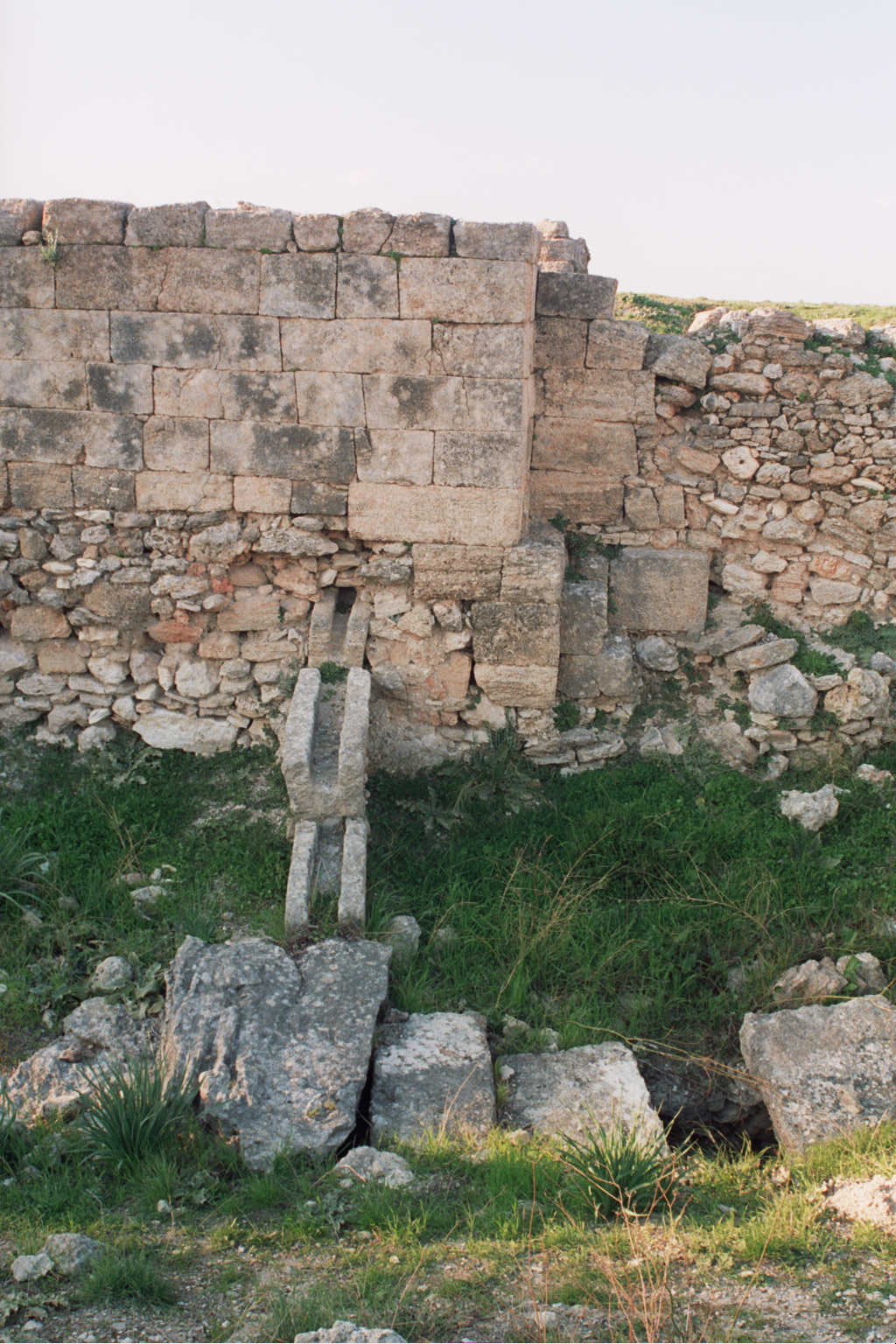
Aquädukt
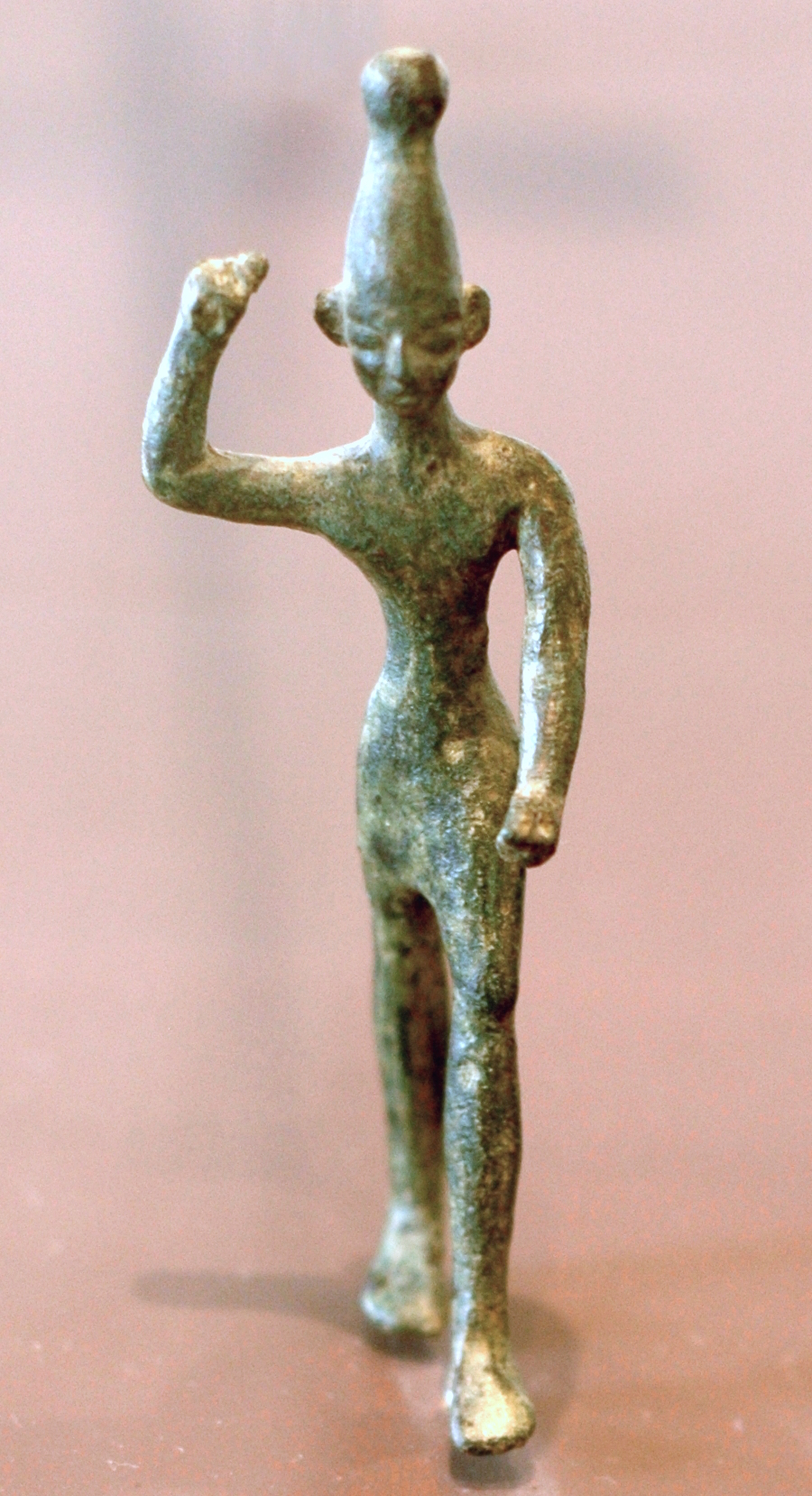
Baal-Statue aus Ugarit
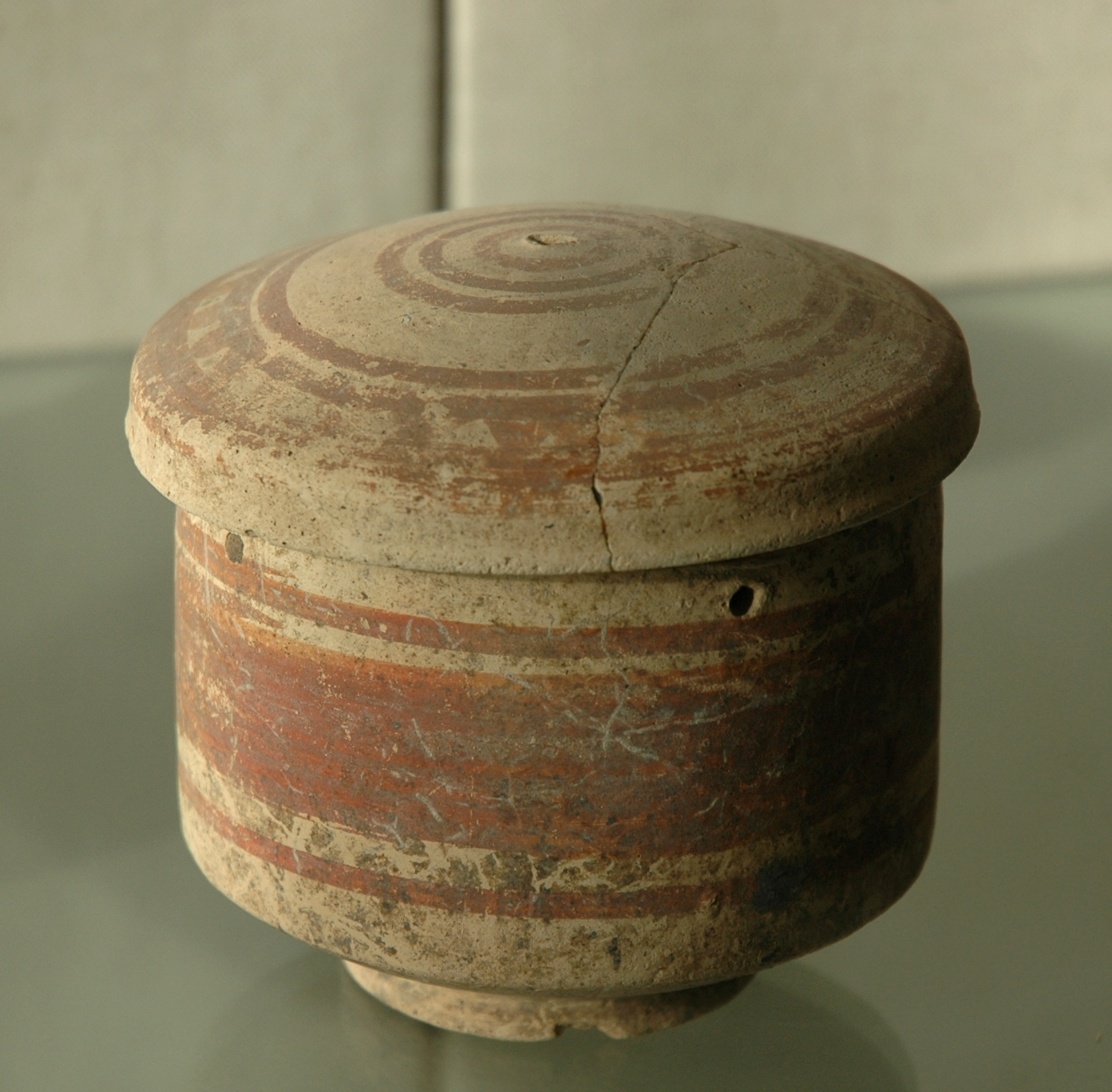
Topf aus Ugarit